# Josip Mužić
Josip Mužić (Split, 28. travnja, 1961.) hrvatski je katolički svećenik i teolog.

## Životopis

### Djetinjstvo i školovanje
Rođen je u Splitu u kojem završava osnovnu školu. Srednju školu polazi u Splitu i Rimu. Filozofiju studira na sveučilištu La Sapienza, a teologiju na Papinskom sveučilištu Lateranum. Na Papinskom sveučilištu Antonianum postiže doktorat iz filozofije. Za svećenika Splitsko-makarske nadbiskupije zaređen je 14. lipnja 1992. godine u Rimu od pape Ivana Pavla II. Studij nastavlja na španjolskom Navarskom sveučilištu gdje 1993. godine postiže doktorat iz teologije.

### Teološko i pastoralno djelovanje
Od 1995. godine na Katoličkom bogoslovnom fakultetu Sveučilišta u Splitu predaje niz kolegija iz filozofije i morala. Od 2000. godine kao vanjski suradnik predavao je na Filozofskom fakultetu u Zadru a od 2005. na Filozofskom fakultetu u Splitu. Od 2003. godine pročelnik je katedre za filozofiju KBF-a Sveučilišta u Splitu.
Pastoralno djeluje kao upravitelj crkve sv. Filipa Nerija u Splitu. Voditelj je i urednik radio emisije Sjaj istine na Radio Mariji. Također, voditelj je Obiteljskih susreta za bračne parove i djecu te raznih duhovnih vježbi i hodočašća.
Jedan je od utemeljitelja španjolske udruge Amigos de Croacia, član Matice hrvatske, Hrvatskog filozofskog društva te Hrvatskog bioetičkog društva.

## Djela
- Filozofska metodologija (2007.)[1][2]
- Ugađanje duše : priručnik za ispitivanje savjesti (2011.)[3][4]
- Rat protiv čovjeka : ideologije i prakse raščovječenja (2015.)[5][6][7]
- Ilija gromovnik : prorok posljednjih vremena (2017.)[8][9]
- Božićno čudo na Okitu (2018.)[10][11]
- Gospa i Hrvati (2020.)[12][13]
- Cjepljenje: da ili ne. Moralno rasuđivanje u vrijeme korone (2021.)[14]
- Gospin vitez Ivan Pavao II. Hrvatima brat (2021.)
- Zlatna Kraljica : ukazanja Majke Božje u Roženici (2023.)[15][16]

Mužić je objavio i više članaka, studija i prijevoda u raznim domaćim i međunarodnim revijama. Sa svojim izlaganjima sudjelovao je na raznim simpozijima.

## Nagrade i priznanja
- 1995.: dobitnik je međunarodnog priznanja Twentieth Century Achievement Award
- 1996.: uvršten je u izdanje američkog biografskog instituta (ABI) Five Hundred Leaders of Influence

## Vanjske poveznice
Mrežna mjesta
- Josip Mužić, članci na portalu Vjera i djela
- Bog ne odustaje od čovjeka  Arhivirana inačica izvorne stranice od 6. rujna 2021. (Wayback Machine), Glas koncila 51-52/2015.